# Bantej Kdei
Bantej Kdei (angol átírásban: Banteay Kdei) –  „Cellák Citadellája” –  a 12-13. század fordulóján épült buddhista templom-kolostor Angkorban, Kambodzsában. A VII. Dzsajavarman király uralkodása (1181-1220) idején, Bajon-stílusban emelt épület, alaprajzát és szerkezetét tekintve Ta Prohm és Prah Khan kolostorok hasonmása. A templom Angkorthomtól 2 kilométerre keletre, a „királyi úszómedence” nyugati partján,  a keleti Barajtól délre áll.
A templom-kolostor építésének időpontjáról nincsenek  pontos adatok. Stílusát, épületszerkezetét és díszítéseit tekintve a régészek egybehangzó véleménye, hogy a templom Dzsajavarman király uralkodása alatt készült. Ugyanezzel magyarázzák, hogy a templom építőanynaga nagyon  rossz minőségű homokkő; a környék jó minőségű építőanyagait az új főváros Angkorthom legfontosabb épületeinek a Bajon főtemplom, a  palotaépület és teraszai (Elefántterasz, Leprás király terasza), az uralkodó közvetlen használatába állított építmények valamint a király szüleinek emléket állító kolostorok (Ta Prohm és Prah Khan) megalkotására használták fel. Bantej Kdei nyugati gopurájában talált 10. századi feliratatok alapján a régészek úgy vélik, hogy a templom építésekor még a szomszédos Kutisvara templom  köveit is újra beépítették.

## Az épület leírása
A templomot övező fal keleti oldalának közepén nyíló hosszanti tengelyű átjárót, mosolygó Avalókitésvara arcok díszítik; a bejáratok mindkét oldalát emberfejű, sastestű garudák őrzik. Közvetlenül a templom bejárata előtt hatalmas, kereszt formájú enyhén emelkedő terasz áll, amelyet Bajon-stílusú naga és garuda balusztrádos korlátok és oroszlánok díszítenek. Bantej Kdei központi szentélyét két falakkal határolt udvar fojga körül. Az udvarokon hosszú galériák és nagy négyszögletes termek sora található, amelyek feltehetőleg a rituális táncok helyszínei voltak. Az épület szögletes oszlopait önállóan vagy csoportokban faragott, kecses mozdulatú mennyei táncosnők domborművei díszítik, míg a belső átjárók oldalainál dévaták szoborszerű, magas reliefjei állnak. A központi szentély kövei durva faragásúak, elnagyoltan csiszoltak, mert falait fémlapokkal, (valószínűleg Prah Khan központi szentélyéhez hasonlóan) bronzlemezek borították. A harmadik átjáró kereszt alaprajzú belhajója boltozatos és oszlopokkal tagolt. A belső udvari fedett folyosók falait Buddha életét ábrázoló domborművek borítják.
A templom érdekessége, hogy 2001-ben az itt végzett ásatások során, a japán University of Sophia munkatársai 274 Buddha szobrot és szobortöredéket valamint kisebb fémdarabokat találtak a földbe temetve. A szobrok  homokkőből készültek.